# Konrad Ekdahl-Askim
Konrad Ekdahl-Askim, egentligen Konrad Fredrik Ekdahl, född 8 juli 1910 i Göteborgs domkyrkoförsamling, död 2 december 2002 i Askims församling i Västra Götalands län, var en svensk målare.

## Biografi
Konrad Ekdahl-Askim växte upp i Göteborg  och utbildade sig till folkskollärare. 1938 lärde han sig porträttmålning av konstnären Saga Walli  och deltog i flera samlingsutställningar i Göteborg under åren 1938-45. I Strömstad hade Konrad Ekdahl utställningar många år under somrarna på Galleri Olivia.
1970 drabbades Konrad Ekdahl av en depression och fick tillbringa flera perioder på
S:t Jörgens sjukhus, där läkaren Bengt Eriksson och konstnären Lennart A:son uppmuntrade måleriet, som då fick en ny djärvare inriktning.
Under flera somrar på 1980-talet var han lärare på Konstnärsgården i Lervik utanför Strömstad. 
Han var från 1937 gift med Elly Viola Ingeborg Ekdahl (1906–1987).

## Representation
- Strömstads kommun har köpt in flera tavlor som hänger i kommunhuset.[3]
- 1987 köpte kulturnämnden i Strömstad in två tavlor och ytterliga två stycken 1990.
- Kulturförvaltningen i Mölndal arrangerade en utställning i Stadsbiblioteket år 1990, varefter man köpte tavlan "Vit gavel".